# Blekerij (textiel)
Een blekerij, later ook wel als wasserij-blekerij aangeduid, is een bedrijf of een onderdeel van een bedrijf dat ten doel had om wasgoed, zoals linnen, te wassen en te bleken, dat wil zeggen, weer een heldere en frisse kleur te geven. Dat was vroeger de meer huishoudelijke tak. Daarnaast moesten ten behoeve van de textielindustrie nieuwe garens en weefsels worden gebleekt, wat een andere, meer industriële branche was. De persoon die een blekerij dreef of het bleken beoefende heette een bleker. Het blekersambacht is al oud. Het floreerde reeds in de 16e eeuw maar is ongetwijfeld veel ouder.

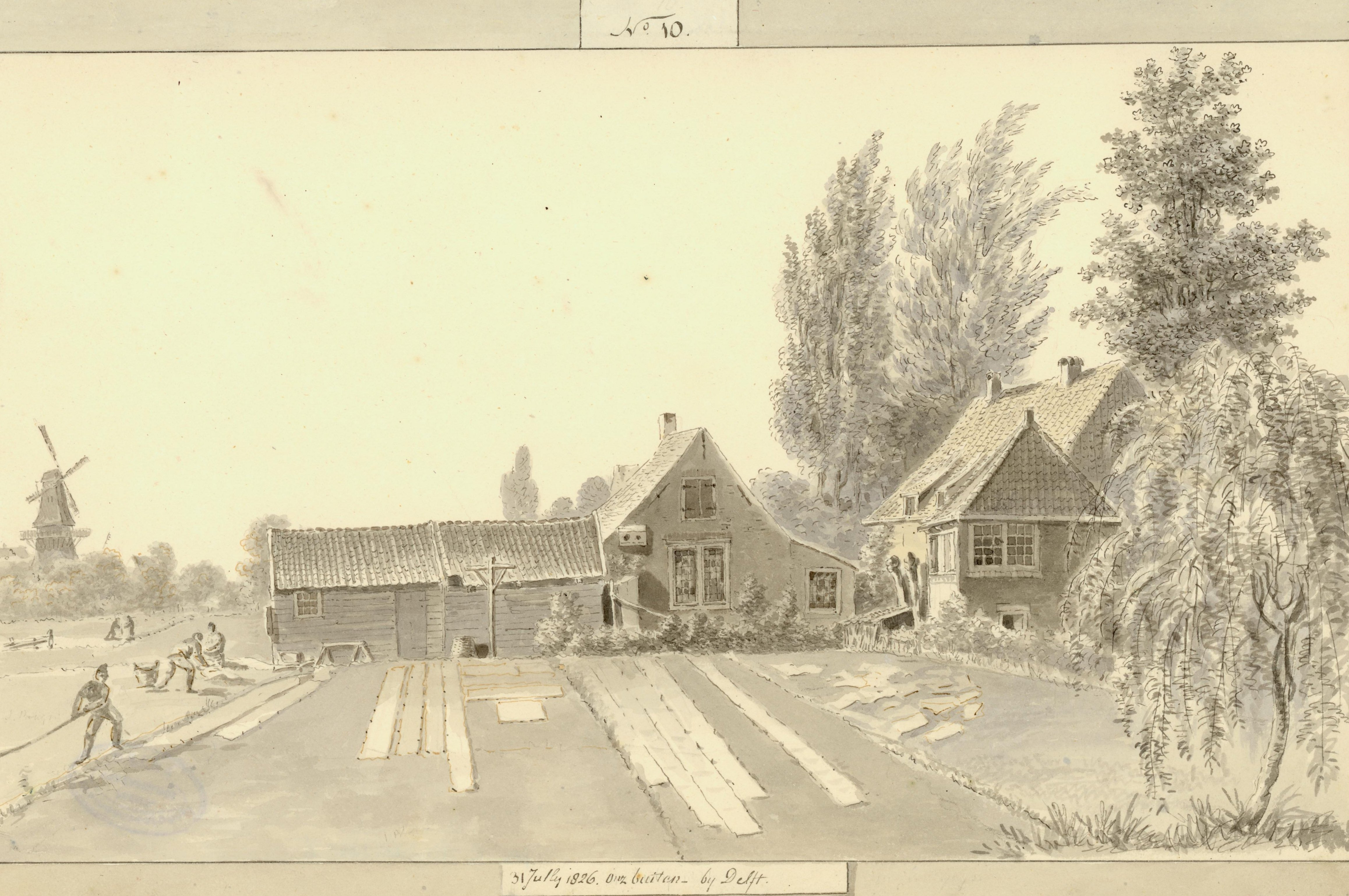
Bleekveld bij huis nabij Delft, 1826, B. Jooss. (collectie SA Delft)

## Proces
Het bleken geschiedde oorspronkelijk door het wasgoed of de ruwe stoffen op een bleekweide uit te spreiden. Uiteraard was dit arbeidsintensief, men had een grote oppervlakte nodig, het kostte relatief veel tijd, en men was afhankelijk van het weer. Aldus was het linnen- en garenbleken een seizoensarbeid die uitgeoefend werd van einde maart tot in september.
In aanvulling op dit natuurlijke proces, waarbij in de zon vrije zuurstofatomen werden gevormd die de verontreinigingen afbreken, kent men ook chemische processen die het bleken versnellen. Hiertoe werd de textiel behandeld met loog, waartoe het, samen met potas, in koperen ketels werd gekookt met aanvankelijk turf als brandstof. Vervolgens werd het gespoeld en gewrongen, alvorens het op de bleekweide uit te spreiden. De potas werd later vervangen door bleekloog.
De na het logen eventueel aanwezige kalkresten werden verwijderd door het textiel te behandelen met verzuurde melk (melken of zuren genoemd). Vanaf 1784 begon men ook verdund zwavelzuur (soms ook zoutzuur) in plaats van zure melk toe te passen. Eventueel werd de textiel, na het zuren en spoelen, nog met blauwsel behandeld.
De blekerijen zorgden voor veel verontreiniging, daar het afgewerkte loog en zuur uiteindelijk op het oppervlaktewater werd geloosd.
De traditionele blekerijen werden uiteindelijk geheel door de chemische blekerijen verdrongen. De laatste Nederlandse blekerij Gehrels sloot in 1938 en bevindt zich tegenwoordig in het Nederlands Openluchtmuseum te Arnhem.

## Heden
Blekerijen bestaan ook tegenwoordig nog. Vaak zijn ze gelieerd aan textielververijen en wasserijen. Ze werken op basis van chemicaliën, zoals peroxiden, hetgeen het uitleggen op bleekweiden overbodig maakt.